# کمرین راجرز
کمرین راجرز (انگلیسی: Camryn Rogers؛ زادهٔ ۷ ژوئن ۱۹۹۹) پرتاب‌گر چکش زن اهل کانادا است.
وی در مسابقات کشوری و بین‌المللی در مجموع برندهٔ ۱ مدال طلا شده است.